# 狂人理論

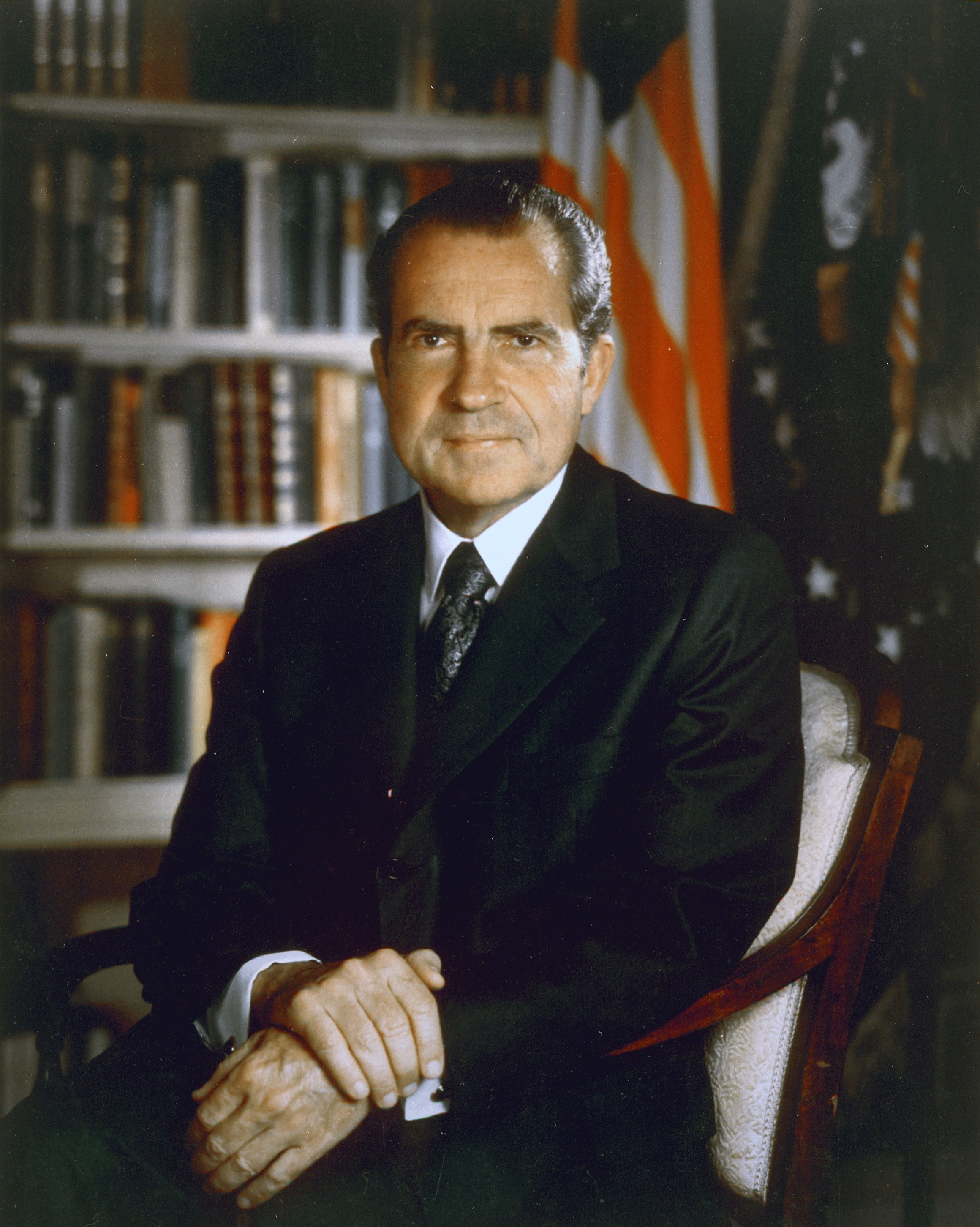
狂人理論はリチャード・ニクソンの外交政策において重要な役割をになった。

狂人理論（きょうじんりろん）あるいはマッドマン・セオリー（英: madman theory）とは、アメリカ合衆国第37代大統領リチャード・ニクソンの外交政策の要として広く知られる理論あるいは戦略である。ニクソンおよびニクソン政権は、東側諸国の指導者たちに大統領が非合理的で気まぐれだと思わせることに腐心した。ターゲットとした国家に挑発行為をやめさせ交渉の場につかせるために、アメリカがとる行動が予測不可能であると思わせるのがこの理論の骨子である。
しかし国際関係論の専門家には、交渉を成功に導くための戦略としての有効性を疑問視する者もいる。狂人理論は逆効果であることも多いが、一定の条件のもとであれば有効であるという研究もある。

## 歴史
1517年にマキャベリは、場合によっては「狂人のようにふるまうことがきわめて賢い」やりかたであると論じている（『政略論』）。ただしジェフリー・キンボールは著書『ニクソンのベトナム戦争』 (Nixon's Vietnam War) において、ニクソンが狂人理論という戦略にたどり着いたのはマキャベリとは無関係であって、それまでの実務経験とアイゼンハワーによる朝鮮戦争の対応を観察した結果だと述べている。
1962年に『考えられないことを考える』(Thinking About the Unthinkable) を出版したハーマン・カーンは、おそらく敵を下すには「少しぐらい狂っているようにみえる」ほうが有効ではないかという議論を行っている。

### リチャード・ニクソン
ニクソンの大統領首席補佐官であったハリー・ロビンズ・ハルデマンは、ニクソンから次のように打ち明けられたという。
狂人理論と呼ぶことにするよ、ボブ。私は北ベトナムの国民に、戦争を止めるためならなんだってするという境地に私がいたったのだと信じさせたいのだ。そのために我々はこんな風に口を滑らせてみせようじゃないか。「いやまったく、ニクソン大統領は共産主義にとりつかれているぞ。あの人を怒らせたら、我々ではどうにもならない。ただでさえ核兵器の発射ボタンに指がかかっている状態なんだから」と。2日もすればホーチミン本人が和平のために頭を下げにパリにいくだろう。
1969年10月、ニクソン政権はアメリカ軍に世界規模での全面戦争にそなえて臨戦態勢をとるように（アメリカ国民の大半が知らぬうちに）命じ、ソビエト連邦に「狂人が解き放たれた」ことを示した。そして水素爆弾を搭載したアメリカの爆撃機は三日連続でソ連の国境付近を飛行した。
ニクソン政権はこの「狂人としてふるまう戦略」をベトナム戦争終結に向けた交渉を北ベトナム政府に強いるために活用した。1969年7月（これは2018年2月にCIAのレポートの機密解除によって判明した）、ニクソン大統領は南ベトナムの大統領であったグエン・バン・チューに、核兵器を使うか連合政権を立てるかのどちらかしかないという自分の考えを説明したようである。

#### 健康状態
一方でアメリカの外交官や政府職員、ニクソンの家族や友人は、彼がアルコール中毒であり、睡眠薬を常用するほどの不眠症に悩まされていることを知っていた。スピーチライターであったレイ・プライスは時には睡眠薬をニクソンと一緒に飲んだという。このことはニクソンだけでなく彼の周囲の人間にもさまざまな場面で影響をあたえた。ジョン・アーリックマンからは「酔っ払い」と呼ばれており、大統領の執事的存在であったマノロ・サンチェスは、ニクソンと電話しているときに彼が脳卒中か心臓発作におそわれた後だと思い込んだし、中東危機のときにはイギリスの首相からの電話をとることができなかった。ニクソンの娘であるジュリー・ニクソン・アイゼンハワーと友人のビリー・グラハムの2人も、ニクソンの大統領退任後にこの事実を認めている。ニクソンはジャック・ドレフュスの勧めでダイランチンも服用していた。通常は抗てんかん薬として処方される薬だが、ニクソンにとっては抗うつ薬であった。ヘンリー・キッシンジャーも1970年のカンボジア作戦をニクソンの精神的不安定さが引き起こしたものと説明している。

### ドナルド・トランプ

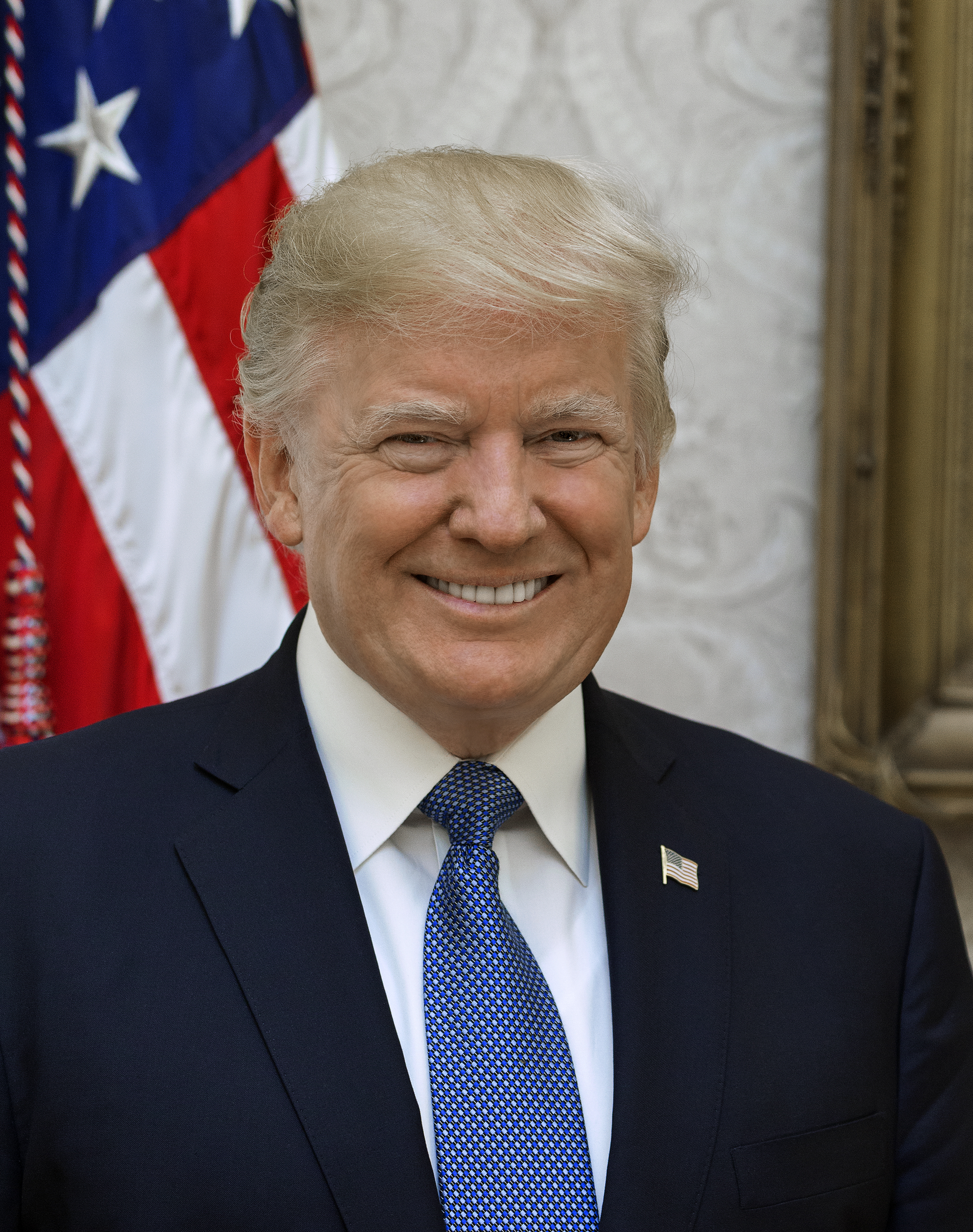
もう一人のアメリカ大統領ドナルド・トランプも狂人理論の実践者と考えられている。

アメリカ合衆国大統領であったドナルド・トランプが友好国や敵対国に見せた言動も狂人理論の実例だと考える人もいる。例えば、米韓自由貿易協定の交渉中に、トランプは「いますぐ譲歩しないなら、あのクレージーな男は交渉を白紙に戻すぞ」と韓国の外交官に警告するように通商交渉官に伝えている。ネットメディア「アクシオス」（Axios）のジョナサン・スワンはこれを国際社会に対する「狂人」的アプローチと表現した。
ジョナサン・スティーヴンソンはニューヨーク・タイムズ紙上でトランプとニクソンを比較しており、トランプの戦略はニクソンよりも有効性において劣ると論じた。なぜならニクソンは「とことんまでやるが、同時にソビエトや北ベトナムが負けを認めさえすれば正気に戻ることを匂わせる」ことに腐心していた。一方で北朝鮮政府が「トランプもそうである」とは信じたとは考えにくい。トランプの脅し文句は「平常運転」であって一時的かつ感情的な反応ではないからだ。国際関係論の研究者であるロサンヌ・W・マクマヌス(Roseanne W. McManus)は、トランプが狂人理論に頼ったアプローチをするのは逆効果になっていると論じている。彼の「狂気」が本物であると思わせたいのに、そのリアリティを失わせてしまっているからである。

#### 安倍晋三

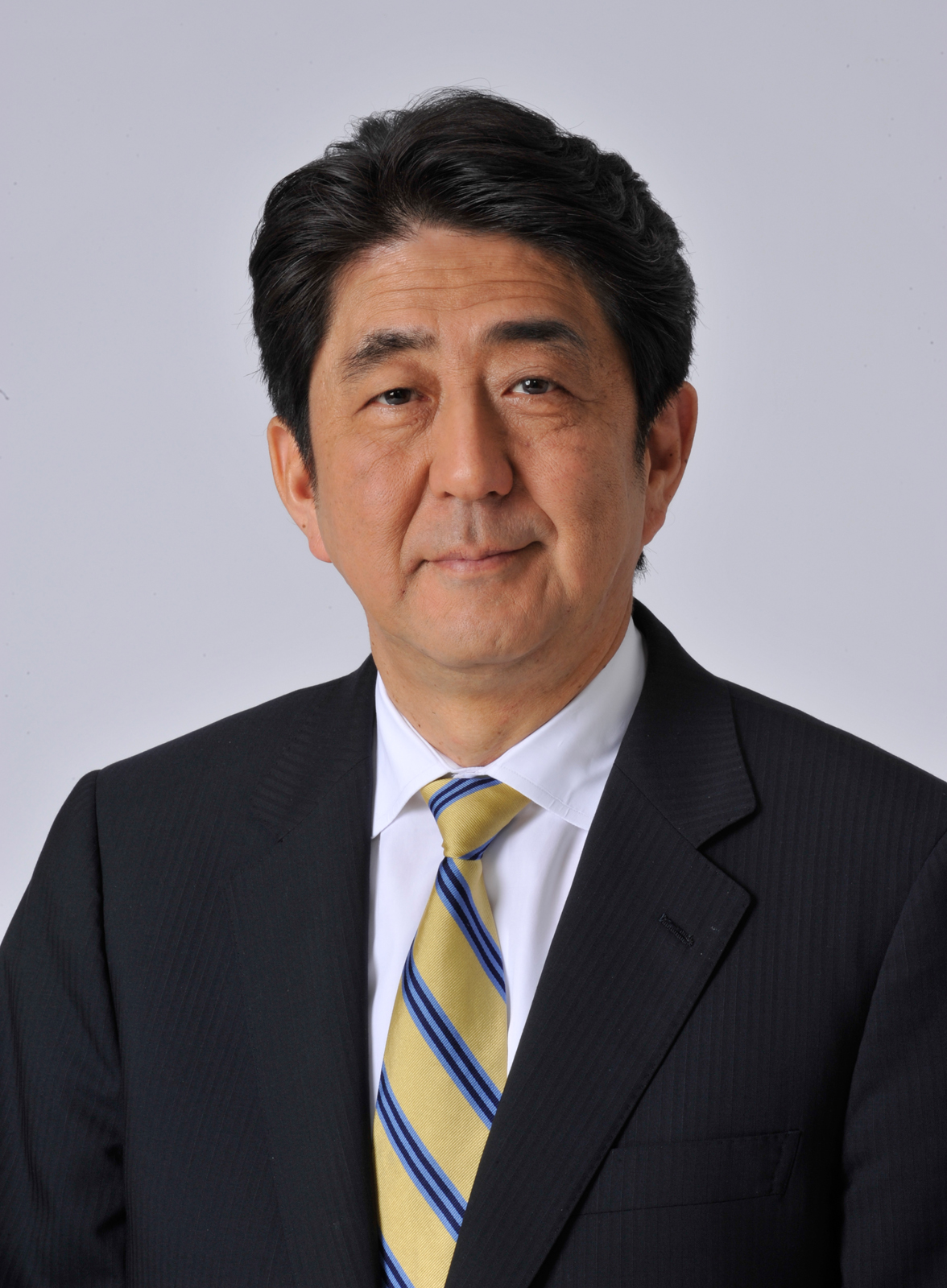
日本の総理大臣（トランプの大統領在任中は第98代）安倍晋三

2017年、ジャーナリストの高橋浩祐は、トランプの大統領在任中に日本の総理大臣であった安倍晋三が、トランプの狂人理論に影響を受けて政策決定をしているのではないかという懸念を東洋経済紙上で述べている。高橋によれば、トランプは日本の経済政策や米軍の駐留費問題などでことあるごとに日本批判を繰り返しながら、同じ年の日米首脳会談において、日本からアメリカへの巨大なインフラ投資や雇用創出プロジェクトの提案を受けるなど、狂人を演じながらも合理的な経済的メリットを追求した。

### ウラジーミル・プーチン

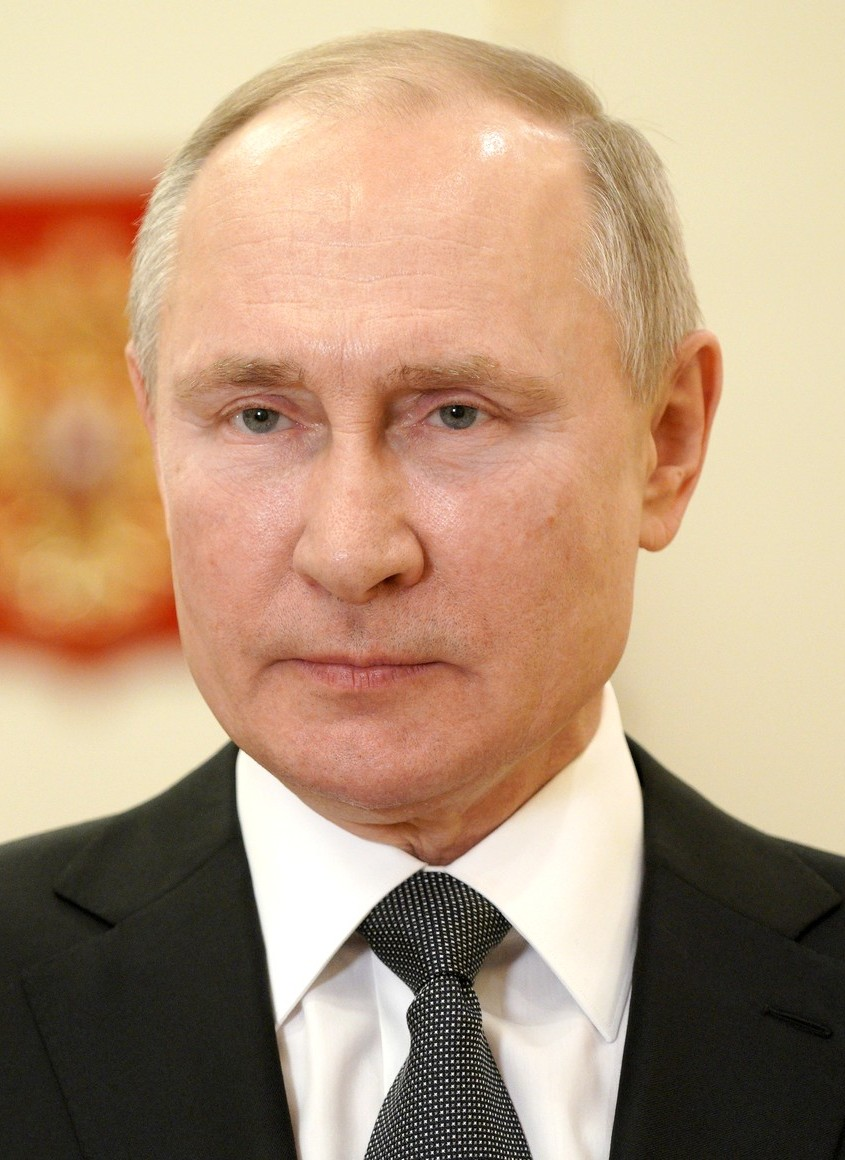
ロシアの大統領ウラジーミル・プーチンは自国の脅威となる存在に対して核兵器による報復を公言している。

狂人理論は、ロシアの大統領ウラジーミル・プーチンの政治的言動についても言われることがある。特に2022年のウクライナ侵攻の前段から、実際に侵攻がはじまって以降である。2015年にマーティン・ヘルマンは「核兵器こそプーチンの奥の手だ。彼はロシアが単なる地域大国ではなく超大国なのだと世界にわからせるためにそれを利用している」と発言している。ヘルマンによれば西側諸国はプーチンによる狂人理論の実例を「正しく理解する」ことができていない。
2022年、ロシアがウクライナへの侵攻を開始する以前から、フィナンシャル・タイムズ紙上でギデオン・ラックマンがプーチンと狂人理論について語っている。ラックマンによれば、プーチンがウクライナとロシアの歴史についての「長大でナショナリスティックなエッセイを発表する傾向」や、核兵器使用を念頭にした軍事演習計画、「以前より圧倒的に近寄りがたく偏執的」になり、コロナパンデミックのあいだに孤独感を強めている、といったイメージは、いずれも狂人理論にもとづくものである可能性がある。彼によればプーチンは「容赦なくまた非道であるが、一方で狡猾で計算高い人物でもある。リスクをとってはいるが、クレイジーではない」。またプーチンの最近の行動を、過去20年間のより「合理的な」言動とも比較している。ただしラックマンは「狂人のようにふるまうことと実際に狂人であることの違いは、不穏なまでに小さい」とも述べている。ウクライナ侵攻が始まってから数日がたち、ロシアが核抑止戦力を「特別警戒」状態に置いたことが明らかになると、ウェブメディア「ポリティコ」のポール・テイラーは、プーチンの一連の行動が狂人理論によるものではないかという意見を公開した。テイラーによれば、プーチンは「異常なふるまい」を隠そうともしておらず「交渉も受け入れるように思われたところから一転して4方面からウクライナを本格的に侵攻するなど大きく態度を変えており」、同時に世界を大量破壊兵器によって危険にさらしている。プーチンが侵攻前に行ったテレビ演説にも触れて、「選挙で選ばれたウクライナの指導者をドラッグ中毒のネオナチとレッテル貼りをすることには、親ロシア的な人間にさえプーチンの精神状態や健康を疑わせている」と述べた。

## 研究
政治学者のスコット・セーガンと歴史学者のジェレミー・スリは、ともに狂人理論は「効果がなく危険である」と批判している。例えばソ連の指導者であったブレジネフは、ニクソンが何を伝えようとしているのか理解していなかったと言われているし、アメリカの軍事行動が増えることで、思わぬ事態が起こることだってありえただろう。トランプ大統領は北朝鮮に対して狂人理論で臨んだとも言われているが、２人はそれにも批判的である。北朝鮮が核実験を繰り返せば、それだけ危険な事態が起こる可能性は上がるからである。スティーヴン・ウォルトも、歴史をひもといても狂人理論が成功したケースはそれほど多くないと指摘している。 マクマナスは、「狂気」は見せ方によっては交渉を有利に導くこともあるが、そうでない場合は逆効果になると述べている。
政治学者のサミュエル・ザイツとケイトリン・タルマジによると「トランプの大統領就任前とその在任期間を歴史資料としてみるなら、狂人としてふるまう戦略は、たいてい抑止力を強化するか交渉の材料を与えてしまって失敗するということが示されている」。彼らは狂人理論が失敗する三つの理由をあげていて、一つはターゲットとした国家に「狂人」が送っていると自分では考えているメッセージが受け取られない、ターゲットとした国家が「狂人」の言動を信頼できるものとみなさない、ターゲットとした国家がたとえ「狂人」の弁舌を信じたとしても狂人には膝を屈しない（将来の行動について確証をえられないのがその狂人たるゆえんだからである）からだとしている。

## 読書案内
- Kimball, Jeffrey (24 October 2005), Did Thomas C. Schelling Invent the Madman Theory?, History News Network
- Sagan, Scott D.; Jeremi Suri (Spring 2003), “The Madman Nuclear Alert: Secrecy, Signaling, and Safety in October 1969”, International Security 27 (4):  150–183, doi:10.1162/016228803321951126, JSTOR 4137607
- Suri, Jeremi (March 2008), “The Nukes of October: Richard Nixon's Secret Plan to Bring Peace to Vietnam”, Wired 16 (3)
- Sciutto, Jim (August 11, 2020). The Madman Theory. Harper. ISBN 9780063005686